# Pszczynka
Die Pszczynka (deutsch Plesse, auch Plessebach) ist ein Bach von 45,26 Kilometern Länge, linker Nebenfluss der Weichsel in der Woiwodschaft Schlesien im Süden der Republik Polen. Der Bach fließt durch Pszczyna, und seine Zuflüsse sind Korzeniec und Dokawa. Im Mittellauf des Baches befindet sich Łąka-Stausee.
Durchschnittlicher jährlicher Durchfluss (1959–90) betrug 1,51 m³/s.